# Троицкий (Свердловская область)
Тро́ицкий — посёлок в России, в Талицком городском округе Свердловской области.

## География
Троицкий расположен немного севернее районной столицы, в 6 километрах от центра последней и в 214 километрах к востоку от Екатеринбурга. Через посёлок пролегает Транссибирская магистраль. В Троицком на ней расположена станция Талица Тюменского региона Свердловской железной дороги.

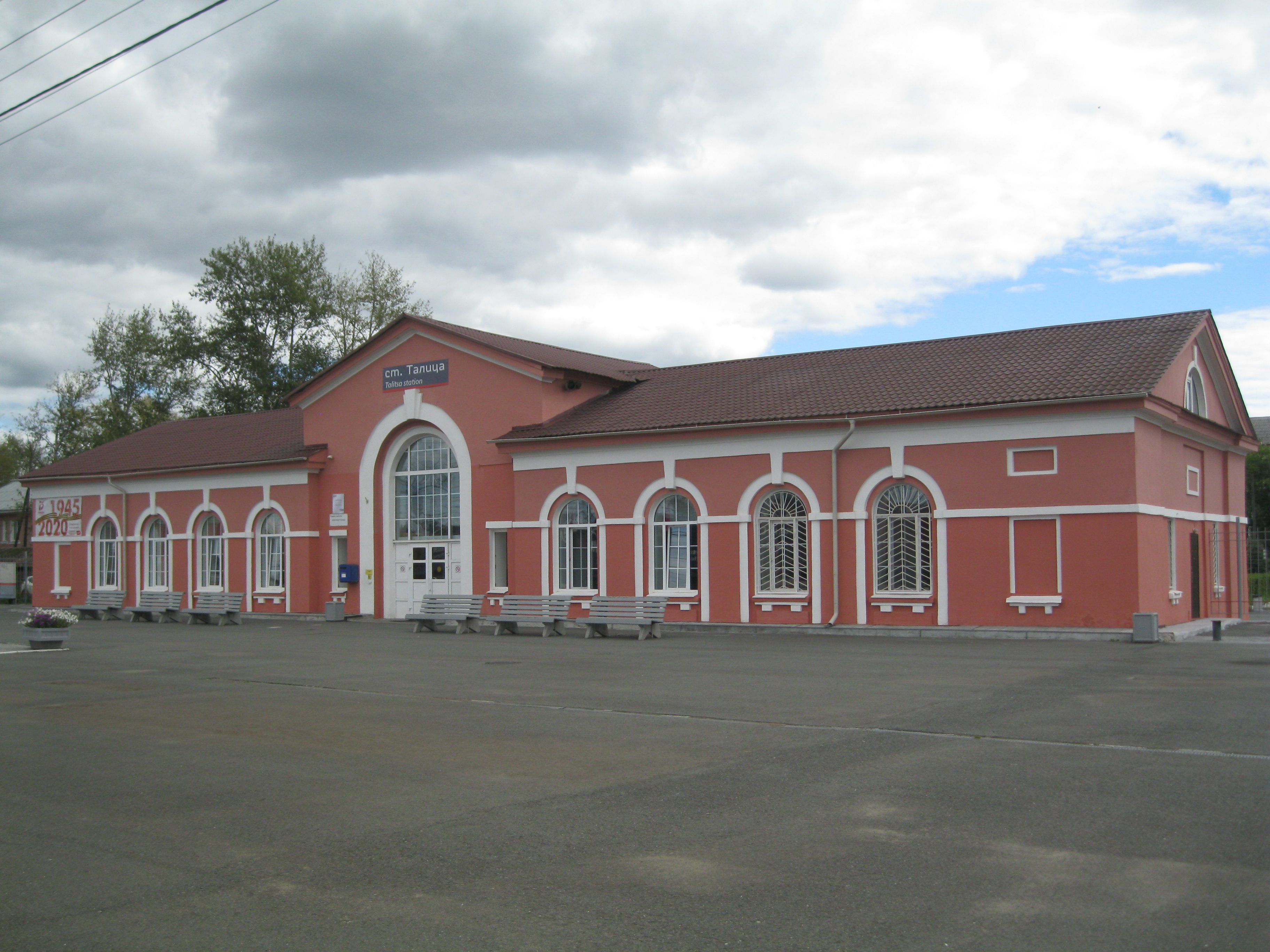
Talitsa_station

В восточной части Троицкого с севера на юг протекает река Сугатка — левый приток Пышмы.

## История
Возникновение посёлка связано с деятельностью купца А. Ф. Поклевского-Козелла. В октябре 2004 года рабочий посёлок Троицкий был отнесён к категории сельских населенных пунктов к виду поселок.

## Население
| 1959 | 1970  | 1979    | 1989    | 2002    | 2010    | 2021    |
| ---- | ----- | ------- | ------- | ------- | ------- | ------- |
| 9955 | ↘9436 | ↗10 135 | ↗12 486 | ↘11 266 | ↘10 467 | ↘10 045 |

## Промышленность
- Фабрика валяной обуви (находится в нерабочем состоянии)
- Предприятие «Талицкие полимеры»
- Птицефабрика
- Хлебокомбинат
- Спиртовой завод (закрыт)
- Молочный завод

## Школы
- Троицкая школа № 5
- Троицкая школа № 50
- Троицкая школа № 62